# Just Göbel
Marius Jan "Just" Göbel (Surabaya, Índies Orientals Neerlandeses, 21 de novembre de 1891 – Wageningen, 5 de març de 1984) va ser un futbolista neerlandès que va competir a començament del segle xx. Jugà com a porter i en el seu palmarès destaca la medalla de bronze en la competició de futbol dels Jocs Olímpics d'Estocolm, el 1912.
Entre 1909 i 1923 jugà al SBV Vitesse. A la selecció nacional jugà un total de 22 partits, en què encaixà 46 gols. Debutà contra Bèlgica el març de 1911 i disputà el seu darrer partit contra Noruega l'agost de 1919.